# Barbara Freire-Marreco
Barbara Whitechurch Freire-Marreco (* 11. Dezember 1879 in Richmond, Surrey; † 13. November 1967 in Broughton, Hampshire), ab 1920 verheiratete Aitken, war eine britische Anthropologin.

## Leben
Barbara Freire-Marreco kam im Dezember 1879 in Richmond, heute ein Stadtteil von London, als Tochter des Rechnungsprüfers Walter Freire-Marreco und seiner Ehefrau Gertrude Blechynden Waggett zur Welt. Ihr Vater war portugiesischer Abstammung und hatte den ursprünglichen, portugiesischen Familiennamen Freire nach einer Brasilienreise um das Wort „Marreco“ ergänzt, das im brasilianischen Portugiesisch einen kleinen Entenvogel bezeichnet. Ihre Mutter stammte aus einer lokal bekannten Familie und war eine Schwester des anglikanischen Theologen Philip Waggett (1862–1939). Ihre Familie unterhielt ihren Stammsitz in Cornwall, wenngleich Freire-Marreco in Horsell bei Woking im Großraum London aufwuchs. Ab 1902 studierte sie an der University of Oxford zunächst bis 1905 Classics unter John Linton Myres und Henry Balfour und dann bis 1908 Anthropologie. Ihr Studium absolvierte sie in enger Assoziation mit dem Pitt Rivers Museum, zu dessen ersten Diplomstudenten sie gehörte. Freire-Marrecos 1908 vorgelegte Diplomarbeit behandelte die Haar- und Augenfarben von Schulkindern in Surrey; die Schrift veröffentlichte sie ein Jahr später in der anthropologischen Fachzeitschrift Man, dem heutigen Journal of the Royal Anthropological Institute. Bereits 1907 war sie dem Royal Anthropological Institute beigetreten, wo sie später zum Fellow (FRAI) gewählt wurde.
Nach Erlangung ihres Diploms arbeitete Freire-Marreco zunächst als Freiwillige am Pitt Rivers Museum, wo sie die Amulettsammlung katalogisierte. Von 1909 bis 1913 hielt sie eine research fellowship am Somerville College in Oxford, wo sie zur „Natur der Autorität von Häuptlingen und Königen in unzivilisierten Gesellschaften“ forschte. Parallel war sie in diesen Jahren als Studentin der London School of Economics unter Leonard Trelawny Hobhouse eingeschrieben. 1910 und 1913 reiste sie für Feldforschungen zur Pueblo-Kultur unter Alice Fletcher und Edgar Lee Hewett in die Vereinigten Staaten. Die Ergebnisse dieser Arbeiten publizierte sie zusammen mit dem Ethnologen John Peabody Harrington und dem Botaniker Wilfred William Robbins in einer Monografie mit dem Titel Ethnobotany of the Tewa Indians, die 1916 von der Smithsonian Institution verlegt wurde. Von 1912 bis 1929 gab sie das anthropologische Handbuch Notes and Queries in Anthropology heraus. Im Ersten Weltkrieg diente sie im War Trade Intelligence Department. Zu Kriegszeiten lernte sie gleichfalls ihren späteren Ehemann Robert Aitken († 1965) kennen, den sie 1920 heiratete. Fortan nutzte sie den Namen Barbara Aitken. Gemeinsam unternahm das Ehepaar zunächst extensive Reisen durch Europa, die unter anderem anthropologische Feldforschungen in Spanien einschlossen. 1926 trat Freire-Marreco der Folklore Society bei und wurde noch im gleichen Jahr zur Sekretärin der Gesellschaft gewählt – ein Amt, das sie bis 1928 ausfüllte.
Zeitweise dozierte Freire-Marreco am Somerville College und der London School of Economics. Ihr Leben lang blieb sie zudem dem Pitt Rivers Museum verbunden, zu dessen Sammlung sie über sechs Jahrzehnte hinweg insgesamt 845 Objekte beisteuerte. Gut 300 Objekte entstammten ihren Feldforschungen zur Pueblo-Kultur. Parallel publizierte sie lange regelmäßig Artikel in Folklore, der wissenschaftlichen Fachzeitschrift der Folklore Society. Gemeinsam mit ihrem Ehemann lebte Freire-Marreco in Stockbridge, Hampshire. Sie starb im November 1967 im Alter von 87 Jahren im nah gelegenen Broughton. Ihr Nachlass befindet sich heute in der Sammlung des Royal Anthropological Institute. Auch das Pitt-Rivers Museum hält eine kleine Sammlung an Archivalien aus ihrem Besitz. 2008 publizierte Mary Ellen Blair eine Biografie über Freire-Marreco.

## Veröffentlichungen
- mit Wilfred William Robbins und John Peabody Harrington: Ethnobotany of the Tewa Indians (= Bulletin des Bureau of American Enthology, Nummer 55). Smithsonian Institution, Washington, D.C. 1916.